# Heraclia geryon
Heraclia geryon là một loài bướm đêm trong họ Noctuidae.